# Forcipomyia lepidopus
Forcipomyia lepidopus är en tvåvingeart som först beskrevs av Jean-Jacques Kieffer 1917.  Forcipomyia lepidopus ingår i släktet Forcipomyia och familjen svidknott. Inga underarter finns listade i Catalogue of Life.